# ميا يم
ميا يم هي مصارعة محترفة أمريكية-كورية ولدت في 16 أبريل 1989، تعمل حالياً في دبليو دبليو إي.

## روابط خارجية
- ستيفاني بيل على موقع دبليو دبليو إي (الإنجليزية)
- ستيفاني بيل على موقع WrestlingData.com (الإنجليزية)
- ستيفاني بيل على موقع CageMatch worker (الإنجليزية)
- ستيفاني بيل على موقع قاعدة بيانات المصارعة على الإنترنت (الإنجليزية)
- ستيفاني بيل على موقع عالم المصارعة على الإنترنت (الإنجليزية)
- ستيفاني بيل على موقع عالم المصارعة على الإنترنت (الإنجليزية)